# Insinuación (derecho)
Antiguamente en derecho se conocía como insinuación a la intervención de la autoridad judicial y aprobación de la misma en las donaciones que excediesen de cierta cantidad. Esta restricción tenía por objeto evitar los males que un irreflexivo acto generoso pudiera ocasionar al mismo donante o sus herederos.
Estaba sujeta a dicho requisito en la ley romana de Justiniano toda donación que excediese de quinientos sólidos. Igualmente, lo estaba toda donación que excediese de quinientos maravedises de oro en el código de Alfonso X de Castilla.